# Stara Vyživka
Stara Vyživka (Ucraino: Стара Вижівка)  è un insediamento rurale ucraino (5 058  abitanti) nel distretto di Kovel', nell'oblast' di Volinia. Ospita l'amministrazione della comunità territoriale di Stara Vyživka, una delle comunità territoriali dell'Ucraina.
Fino al 18 luglio 2020 Stara Vyživka fungeva da centro amministrativo del distretto di Stara Vyživka, abolito come parte della riforma amministrativa dell'Ucraina, che ha ridotto a quattro il numero dei distretti dell'oblast' di Volinia. L'area del distretto di Stara Vyživka è stata fusa nel distretto di Kovel'.
Fino al 26 gennaio 2024 Stara Vyživka era classificata come insediamento di tipo urbano. Da tale data è entrata in vigore una nuova legge che ha abolito questo status e Stara Vyživka è stata riclassificata come insediamento rurale.